# Педро Антоніо Санчес Моньїно
Педро Антоніо Санчес Моньїно (ісп. Pedro Antonio Sánchez Moñino, нар. 12 грудня 1986, Аспе) — іспанський футболіст, фланговий атакувальний півзахисник, відомий за виступами у низці іспанських друголігових клубних команд.

## Ігрова кар'єра
Народився 12 грудня 1986 року в місті Аспе. Вихованець футбольної школи клубу «Аліканте». З 2005 року залучався до ігор другої команди клубу, а в сезоні 2008/09 грав за його головну команду на рівні Сегунди.
Протягом 2009–2012 років захищав кольори команди «Реал Мурсія», причому в сезоні 2010/11, який вона проводила у третьому дивізіоні, встановив особистий рекорд результативності, забивши 15 голів у різних турнірах, і допоміг команді з першої ж спроби повернутися до Сегунди.
У подальшому продовжував грати на рівні другого дивізіону першості Іспанії, протягом решти 2010-х виступав за «Кордову», «Реал Сарагоса», «Ельче», «Гранаду», «Депортіво» та «Альбасете».
2020 року приєднався до третьолігового «Еркулеса».

## Статистика виступів

### Статистика клубних виступів
Станом на 15 липня 2019
| Сезон                    | Команда                  | Чемпіонат                | Чемпіонат | Чемпіонат | Національний кубок | Національний кубок | Національний кубок | Континентальні кубки | Континентальні кубки | Континентальні кубки | Інші змагання | Інші змагання | Інші змагання | Усього | Усього | Усього |
| Сезон                    | Команда                  | Ліга                     | Ігор      | Голів     | Ліга               | Ігор               | Голів              | Ліга                 | Ігор                 | Голів                | Ліга          | Ігор          | Голів         | Ігор   | Голів  |        |
| ------------------------ | ------------------------ | ------------------------ | --------- | --------- | ------------------ | ------------------ | ------------------ | -------------------- | -------------------- | -------------------- | ------------- | ------------- | ------------- | ------ | ------ | ------ |
| 2008–09                  | «Аліканте»               | СД                       | 26        | 2         | КІ                 | 0                  | 0                  | -                    | -                    | -                    | -             | -             | -             | 26     | 2      |        |
| 2009–10                  | «Реал Мурсія»            | СД                       | 35        | 3         | КІ                 | 2                  | 0                  | -                    | -                    | -                    | -             | -             | -             | 37     | 3      |        |
| 2010–11                  | «Реал Мурсія»            | СДБ                      | 38        | 13        | КІ                 | 5                  | 2                  | -                    | -                    | -                    | -             | -             | -             | 43     | 15     |        |
| 2011–12                  | «Реал Мурсія»            | СД                       | 35        | 4         | КІ                 | 1                  | 0                  | -                    | -                    | -                    | -             | -             | -             | 36     | 4      |        |
| Усього за «Реал Мурсія»  | Усього за «Реал Мурсія»  | Усього за «Реал Мурсія»  | 108       | 20        |                    | 8                  | 2                  |                      | -                    | -                    |               | -             | -             | 116    | 22     |        |
| 2012–13                  | «Кордова»                | СД                       | 39        | 5         | КІ                 | 4                  | 0                  | -                    | -                    | -                    | -             | -             | -             | 44     | 5      |        |
| 2013–14                  | «Кордова»                | СД                       | 32+4      | 7+1       | КІ                 | 1                  | 0                  | -                    | -                    | -                    | -             | -             | -             | 37     | 8      |        |
| Усього за Cordoba        | Усього за Cordoba        | Усього за Cordoba        | 75        | 13        |                    | 5                  | 0                  |                      | -                    | -                    |               | -             | -             | 80     | 4      |        |
| 2014–15                  | «Реал Сарагоса»          | СД                       | 32+4      | 7+1       | КІ                 | 0                  | 0                  | -                    | -                    | -                    | -             | -             | -             | 36     | 8      |        |
| 2015–16                  | «Реал Сарагоса»          | СД                       | 33        | 3         | КІ                 | 0                  | 0                  | -                    | -                    | -                    | -             | -             | -             | 33     | 3      |        |
| Усього за Real Saragozza | Усього за Real Saragozza | Усього за Real Saragozza | 69        | 11        |                    | 0                  | 0                  |                      | -                    | -                    |               | -             | -             | 69     | 11     |        |
| 2016–17                  | «Ельче»                  | СД                       | 30        | 1         | КІ                 | 0                  | 0                  | -                    | -                    | -                    | -             | -             | -             | 30     | 1      |        |
| 2017–18                  | «Гранада»                | СД                       | 38        | 7         | КІ                 | 0                  | 0                  | -                    | -                    | -                    | -             | -             | -             | 38     | 7      |        |
| 2018–19                  | «Депортіво»              | СД                       | 21+4      | 3+1       | CR                 | 1                  | 0                  | -                    | -                    | -                    | -             | -             | -             | 26     | 4      |        |
| Усього за кар'єру        | Усього за кар'єру        | Усього за кар'єру        | 359+12    | 55+3      |                    | 14                 | 2                  |                      | -                    | -                    |               | -             | -             | 386    | 60     |        |